# Figli di un dio minore
Figli di un dio minore (Children of a lesser god) è un film del 1986 diretto da Randa Haines.
La pellicola è basata sull'opera teatrale omonima del 1980 di Mark Medoff, già andata in scena a Broadway. La protagonista Marlee Matlin è realmente sorda e ricevette il premio Oscar come migliore attrice per la sua interpretazione.

## Trama
New England. In un istituto per sordomuti arriva un nuovo insegnante. È James Leeds, un giovane i cui metodi non piacciono molto, sulle prime, al direttore. Ma James ha una facile presa sugli assistiti ed i primi risultati riabilitativi si vedono presto. La custode dell'istituto è Sarah Norman, sorda dalla nascita e accolta durante l'infanzia, la quale, pur usando la lingua dei segni, si è sempre rifiutata di tentare di parlare; nonostante tutto ciò è una ragazza intelligente e bella e l'insegnante se ne innamora.
La madre di Sarah vive lontana e non è in buoni rapporti con sua figlia poiché la malattia della bimba determinò l'abbandono da parte del marito. Il rapporto fra Sarah e James si fa intenso e lei si trasferisce nell'appartamento di lui. Sarah ha grande personalità, ma non ha un carattere facile: non sopporta di essere compatita, vuole essere accettata per ciò che può valere, mentre teme sempre, nell'intimo, di non riuscire a farcela. Una notte, dopo una discussione con James, Sarah torna a casa della madre che la riaccoglie.
Dopo qualche mese, presso l'istituto c'è un party e la giovane vi si reca: il richiamo di James che ha bisogno di lei è troppo forte e durante la serata i due si rivedono e parlano; James capirà che, anche con l'amore più grande, gli occorrono umiltà e pazienza e che dovrà rispettare quella persona straordinaria a cui in fondo basta il silenzio per amare e per proteggere una fierezza innata.

## Critica
- Il film ebbe molto successo a livello internazionale, tanto che ricevette quattro nomination agli Oscar 1986 (miglior film, miglior attore protagonista, miglior attrice non protagonista e miglior sceneggiatura non originale) e un premio per la miglior attrice a Marlee Matlin. Inoltre, al Festival di Berlino, la pellicola vinse un Orso d'Argento per il tema proposto e ritirato dalla regista Randa Haines.
- Con L'Oscar vinto, Marlee Matlin detiene il record di più giovane interprete (non ancora ventiduenne) vincitrice della statuetta come miglior attrice.

## Riconoscimenti
- 1987 - Premio Oscar
  - Miglior attrice protagonista a Marlee Matlin
  - Candidatura Miglior film a Burt Sugarman e Patrick J. Palmer
  - Candidatura Miglior attore protagonista a William Hurt
  - Candidatura Miglior attrice non protagonista a Piper Laurie
  - Candidatura Migliore sceneggiatura non originale a Hesper Anderson e Mark Medoff
- 1987 - Golden Globe
  - Miglior attrice in un film drammatico a Marlee Matlin
  - Candidatura Miglior film drammatico
  - Candidatura Miglior attore in un film drammatico a William Hurt
- 1987 - Premio BAFTA
  - Candidatura Migliore sceneggiatura non originale a Hesper Anderson e Mark Medoff
- 1987 - Festival di Berlino
  - Orso d'argento a Randa Haines (per il tema proposto nel film)
  - Candidatura Orso d'oro a Randa Haines
- 1986 - Los Angeles Film Critics Association Award
  - Candidatura Miglior attrice protagonista a Marlee Matlin
- 1987 - National Board of Review Awards
  - 10 migliori film dell'anno